# کلود آنه
کلود آنه (فرانسوی: Claude Anet‎؛ ۲۸ مه ۱۸۶۸–۹ ژانویه ۱۹۳۱)، نویسنده و روزنامه‌نگار و تنیس باز فرانسوی بود. ( نام دیگر Jean Schopfer )

## زندگی‌نامه
کلود آنه که نام شناسنامه‌ای او در اصل ژان شوپفر (فرانسوی: Jean Schopfer‎) است، در جوانی به ورزش تنیس بسیار علاقه‌مند بود و در ۱۸۹۲ اولین تنیس‌باز فرانسوی بود که مقام نخست در مسابقات قهرمانی تنیس آزاد فرانسه شد که بعدها به رولان-گاروس معروف گردید. او سفر پیشه بود و با زبان‌های انگلیسی، آلمانی، روسی و تا حدودی فارسی آشنایی داشت. در سالهای آغازین قرن بیستم، نام کلود آنه را برای امضای آثار قلمی خود برگزید. او افزون بر خبرنگاری برای روزنامه‌های فرانسوی، مؤلف چند سفرنامه، رمان، نمایشنامه و همکاری با یک ایرانی به نام میرزا محمد در ترجمهٔ رباعیات خیام است. او در ۱۹۱۷، در مقام خبرنگار، از نزدیک شاهد وقوع انقلاب روسیه بوده‌است. رمان آریان، دختر روسی (۱۹۲۰) و ۱۴۴ رباعی عمر خیام (۱۹۲۰) از جمله آثار مشهور او هستند.

## ترجمه به فارسی
- اوراق ای‍ران‍ی: خ‍اطرات س‍ف‍ر ک‍ل‍ود آن‍ه در آغ‍از م‍ش‍روطی‍ت ت‍رج‍م‍ه ای‍رج پ‍روش‍ان‍ی، ت‍ه‍ران: م‍ع‍ی‍ن، ۱۳۶۸.
- رب‍اع‍ی‍ات خ‍ی‍ام (چ‍ن‍دزب‍ان‍ه)/ خ‍ط ک‍ی‍خ‍س‍رو خ‍روش؛ ن‍ق‍اش‍ی‍ه‍ا و طرح روی ج‍ل‍د ج‍ل‍ی‍ل رس‍ول‍ی؛ [ت‍رج‍م‍ه ب‍ه‌ف‍ران‍س‍ه ک‍ل‍ود آن‍ه؛ ت‍رج‍م‍ه ب‍ه‌ان‍گ‍ل‍ی‍س‍ی ف‍ی‍ت‍ز ج‍رال‍د]، ت‍ه‍ران: خ‍س‍رو زع‍ی‍م‍ی: م‍ی‍راث، ۱۳۷۱.
- گ‍ل‍ه‍ای س‍رخ اص‍ف‍ه‍ان: ای‍ران ب‍ا ات‍وم‍ب‍ی‍ل: س‍ف‍رن‍ام‍ه ک‍ل‍ود آن‍ه، ت‍رج‍م‍ه ف‍ض‍ل‌ال‍ل‍ه ج‍ل‍وه، ت‍ه‍ران: ن‍ش‍ر روای‍ت، ۱۳۷۰.